# Darlin' (The Beach Boys)
Darlin' is een single van de Amerikaanse band The Beach Boys uit 1967. Het stond in hetzelfde jaar als eerste track op de tweede kant van het album Wild Honey.

## Achtergrond
Darlin' is geschreven door Brian Wilson en Mike Love. Met het nummer wilde de schrijver Brian Wilson de band een andere kant op laten gaan, meer in het genre van R&B en soul. Het lied was oorspronkelijk geschreven voor de band Three Dog Night, maar nadat deze het nummer afwezen, namen The Beach Boys zelf het nummer op. Het bereikte de hitlijsten van de Verenigde Staten (#19), het Verenigd Koninkrijk (#11) en beide Nederlandse hitlijsten, de Hilversum 3 Top 30 (#19) en de Top 40 (#21).